# Cada Vez Mais Preto
Cada Vez Mais Preto é o primeiro álbum de estúdio lançado pelo grupo de rap brasileiro DMN, em 1992. Contém onze faixas, produzido pelos mesmos para 4P Ezcu$$ões T-rrori$taz, contou ainda com a Co-produção de KL JAY na Faixa Já Não Me Espanto. Todas as faixas são descritas abaixo:

## Faixas
1. Introduzindo caos 92 memória
2. Já não me espanto
3. Como pode estar tudo bem
4. Mova-se prisão sem muro
5. 4.P.
6. Considere-se um verdadeiro preto
7. Precisamos de nós mesmos
8. Geral
9. Lei da rua
10. Aformaoriginamental
11. F... inferno 93

## DMN
- X Ato - vocal
- LF - vocal
- Elly - Backing Vocals
- DJ Slick - Scratch e Samples